# Hope Temple
Alice Maude Davis dite Hope Temple, surnommée Dotie, née le 27 décembre 1859 à Dublin et morte le 10 mai 1938 à Folkestone, est une compositrice et auteur-compositeur irlandaise.
Elle est également connue sous le nom de Mme André Messager.

## Biographie
Née à Dublin, en Irlande, le 27 décembre 1859, Alice Maude Davis déménage avec sa famille en Angleterre à l'âge de 12 ans et commence à composer des ballades à l'âge de 14 ans. Au début, elle étudie la musique avec l'idée de devenir pianiste, mais, alors âgée de dix-sept ans, une blessure lors d'un accident de cheval l’amène à renoncer à ses ambitions. Elle a eu comme professeurs à Londres John Francis Barnett (piano) et Edouard Silas (harmonie et contrepoint). Au début des années 1890 elle poursuit ses études à Paris avec André Wormser et André Messager. En 1892, son opérette The Wooden Spoon est produite à Londres  (également à New York, 1893), mais elle est surtout connue pour ses chansons, dont certaines sont devenues très populaires. Sa chanson My Lady's Bower est chantée par Molly Bloom dans Ulysses de James Joyce.
En 1892, une reproduction d'une photographie d'elle prise par Alex Bassano de Old Bond Street, à Londres, est publiée dans le Strand Magazine dans le cadre d'une série intitulée Types of English Beauty .
En 1894, elle assiste Messager dans l'écriture de l'opéra Mirette (en) puis devient sa deuxième épouse en 1895 ,,. Leur fille Madeleine (1897-1986) épousera en 1919 le photographe Jacques-Henri Lartigue.
Hope Temple meurt à Folkestone, en Angleterre, le 10 mai 1938.

## Œuvres

### Scéniques
- The Wooden Spoon  (1892)
- Mirette (en), opéra comique (1894), avec Andre Messager, Fred E. Weatherly, Harry Greenbank et Adrian Ross[7]

### Chansons
- In Sweet September (Fred E. Weatherly (en)), 1880
- Tis all that I can say (Thomas Hood), 1880
- She Walks in Beauty (Lord Byron), 1881
- An Old Garden (Helen Marion Burnside), c.1886
- My Lady's Bower (Fred E. Weatherly), 1887
- A Golden Argosy (Fred E. Weatherly), 1889
- Love and Friendship (John Muir, 1889
- Mary Grey (Clifton Bingham), 1890
- Rory Darlin' (Fred E. Weatherly), 1892
- Adieu l'amour / Love's Adieu (Catulle Blée), 1893
- Auf Wiederseh'n (Henry Wadsworth Longfellow), 1893
- Colin Deep (William Akerman), 1895
- The Garden of Dreams (Clifton Bingham), 1900
- Au bord des flots (Ludovic Fortolis), 1905

### Musique pour piano
- A Summer Dream (1895)
- A Night in Seville (vers 1921)